# Michael Schenker
Michael Schenker (* 10. ledna, 1955) je německý hardrockový a heavymetalový kytarista, bývalý člen skupiny UFO a jeden ze zakládajících členů Scorpions. Je mladším bratrem Rudolfa Schenkera, který ve Scorpions stále hraje.
Michael na kytaru začal hrát poté, co bratr Rudolf domů přinesl kytaru Flying V. Se Scorpions debutoval v 16 letech na jejich prvním albu Lonesome Crow. Poté se připojil k britské skupině UFO, která do Německa přijela hrát a Scorpions jim dělali předkapelu. Komunikace mezi Michaelem a zbytkem kapely dělala zpočátku problémy, protože Michael neuměl anglicky. Podílel se na většině materiálu na albu UFO pojmenovaném Phenomenon.